# Zuurkool

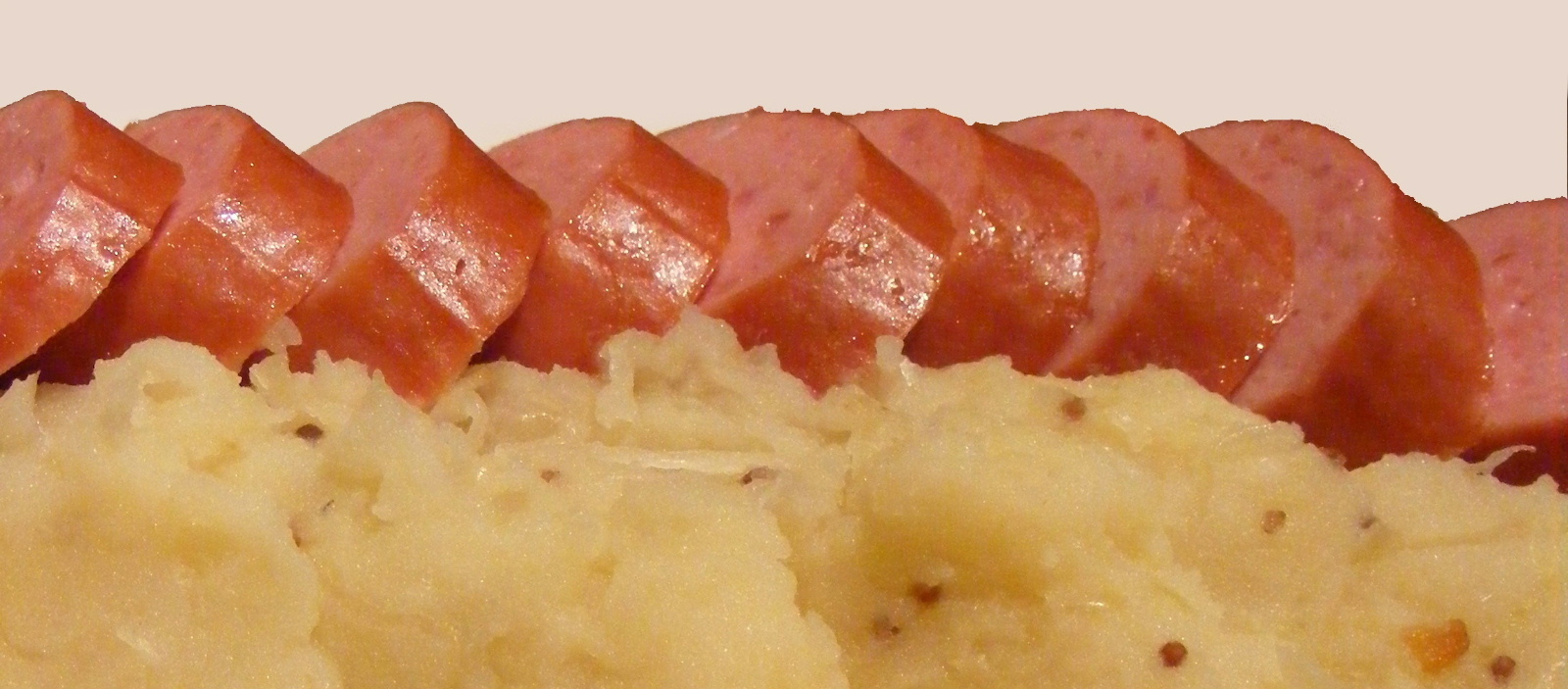
Zuurkool met rookworst

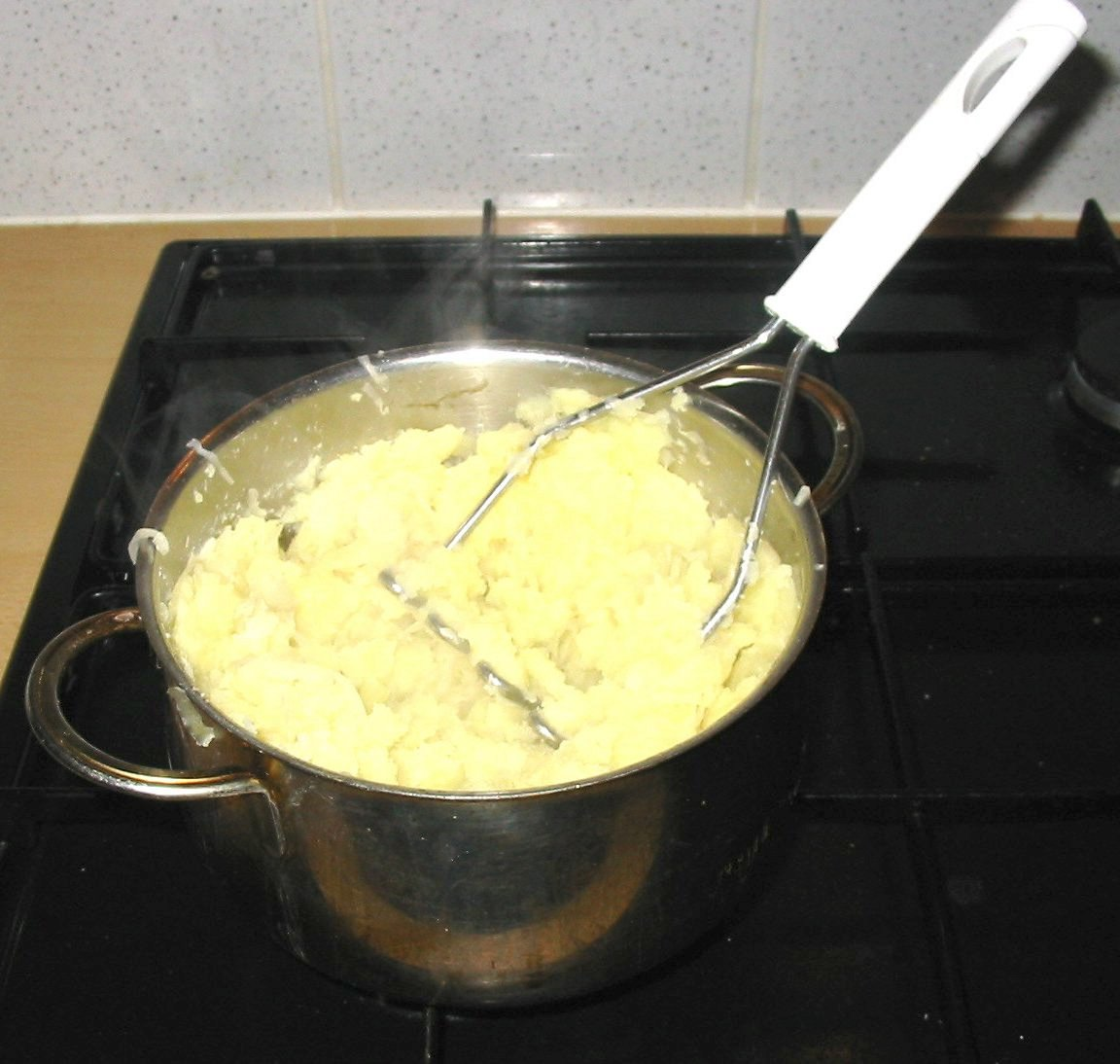
Zuurkool in pan na het stampen

Zuurkool is gesneden wittekool, die door de inwerking van diverse melkzuurbacteriën is geconserveerd. Zuurkool smaakt hierdoor zuur. In Vlaanderen wordt veel choucroute gezegd, naar de Franse verbastering van het originele Middelhoogduitse sūrkrūt. De moderne Duitse vorm is Sauerkraut (in het noorden en midden ook wel Sauerkohl).

## Samenstelling
Zuurkool bevat, in tegenstelling tot vele andere geconserveerde producten, veel vitamine C. Zuurkool bevat onder andere ook vitamine B. Zuurkool heeft een gele kleur. Bij het koken komt niet, zoals bij kool het geval is, de typische koollucht vrij.

## Geschiedenis
Vaak wordt gedacht dat zuurkool afkomstig is uit het noorden van China en met de Mongolen en andere volkeren via volksverhuizingen in Europa is gekomen. De Romeinen fermenteerden echter al groenten, en het is aannemelijker dat hier de oorsprong van het gerecht ligt. Vooral in Oost-Europa wordt zuurkool traditioneel veel gegeten. Oost-Europese Joden zouden zuurkool hebben opgenomen in hun kookkunst en het gerecht verder hebben verspreid naar het Westen en de Verenigde Staten. Joden aten de zuurkool niet met spek of worst, maar met gans of eend.
In de tijd van de Engelse ontdekkingsreiziger James Cook werd bij bootreizen zuurkool meegenomen, om scheurbuik te voorkomen. Dat was in de 18e eeuw. Pas tegen het eind van de 18e eeuw raakte zuurkool in Nederland ingeburgerd. In de Elzas is zuurkool, de choucroute, een specialiteit. Van daar heeft zuurkool onder de naam choucroute (verbastering van Sauerkraut) een opmars gemaakt. Het maakt inmiddels deel uit van de Franse keuken (hoewel het voornamelijk in de Elzas wordt gegeten). In Engeland en de Verenigde Staten gebruikt men voor zuurkool de Duitse naam Sauerkraut. In Italië is dat buiten het Duitstalige Zuid-Tirol verbasterd tot Crauti.
Het gerecht wordt dermate met Duitsland geassocieerd dat 'Kraut' in de Wereldoorlogen een scheldwoord voor Duitsers werd, en dat in Jules Verne's werk De 500 miljoen van de Begum het gerecht als typisch Duits wordt geportretteerd en afgekraakt waarbij eraan voorbijgegaan werd dat het destijds ook in Frankrijk gegeten werd.
In de jaren 60 van de twintigste eeuw maakten groentemannen de zuurkool zelf. In de groentewinkels stonden tonnen zuurkool die direct daaruit verkocht werd.

## Productie
Van de witte kool worden de buitenste bladeren verwijderd en de harde kern, de pit uitgeboord. De overgebleven bladeren worden fijngesneden en gezouten, met ongeveer 1,5% zout. Vroeger had menig huishouden een grote Keulse pot in de kelder. De kool, afgedekt en aangedrukt fermenteerde daar tot zuurkool, een van de weinige wintergroenten. Fabricage van zuurkool gebeurt op grote schaal fabrieksmatig. De gesneden en gezouten kool gaat in grote voorraadputten. Deze putten worden luchtdicht afgesloten. Dit gebeurt door plastic zakken, gevuld met water. Daardoor gaat de kool fermenteren tot zuurkool. Zetmeel en suiker worden nu omgezet in melkzuur. Afhankelijk van de temperatuur en de structuur van de kool duurt dit fermentatieproces drie tot acht weken. Zuurkool is licht verteerbaar, veel lichter dan de oorspronkelijke witte kool.
Soms wordt voor een iets andere smaak wijn toegevoegd, waarbij dan wijnzuurkool ontstaat. Ook kunnen kruiden worden toegevoegd voor de verzuring begint, dit noemt men kruidenzuurkool.
In Nederland wordt per jaar circa 24 miljoen kg zuurkool geproduceerd. Hiervan wordt een deel geëxporteerd.

## Bereiding
Zuurkool wordt in Nederland veelal als stamppot gegeten. Gewoonlijk is dit voorverpakte zuurkool uit de fabriek. De meeste mensen vinden zuurkool een typische wintergroente. Sommige mensen houden van een wat minder zure smaak en spoelen de zuurkool voor gebruik onder de kraan af. In Duitsland eet men de zuurkool veelal apart, vaak vermengd met karwijzaad, met Kümmel (likeur met karwijzaadsmaak).

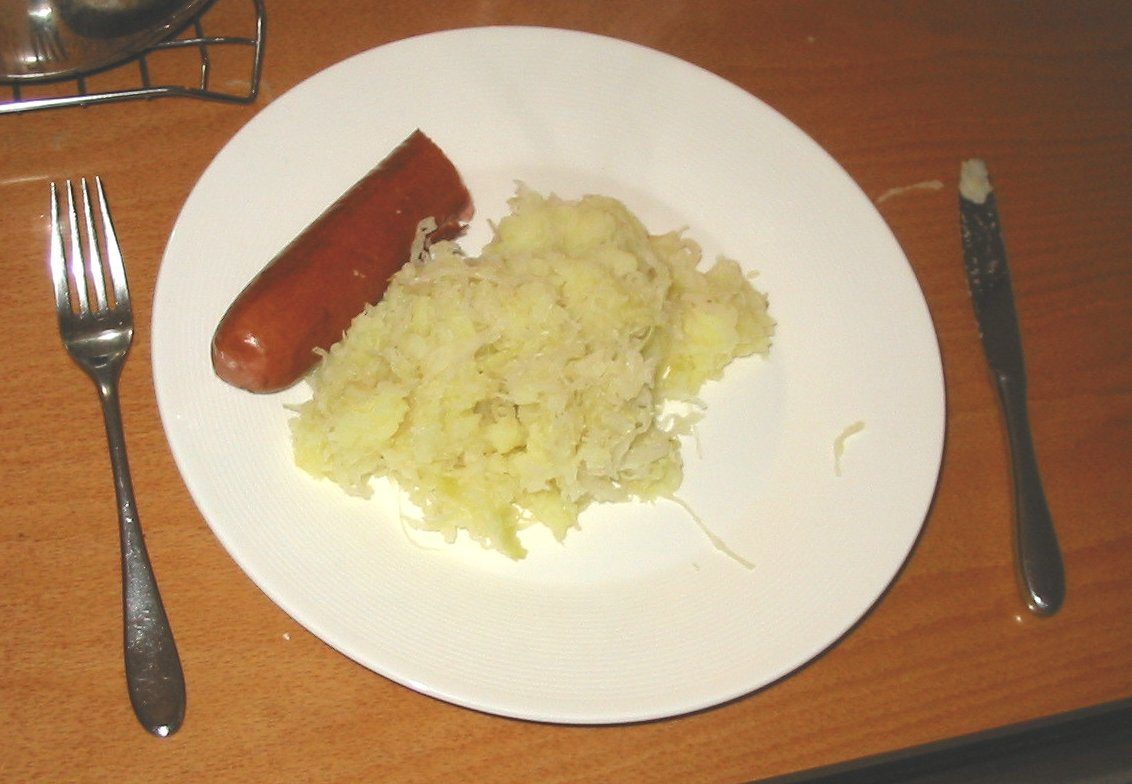
Zuurkool met rookworst

#### Stamppot
De stamppot wordt meestal gegeten met rookworst. Een variatie op de stamppot kan worden gemaakt door aan de zuurkool uitgebakken of gekookt spek, vlees of gehakt toe te voegen.

## Wetenswaardigheden
Volgens het verhaal schoten de Groningers met het kanon de Grote Griet een bord zuurkool voor de neus van Bommen Berend weg.